# Longiperna concolor
Longiperna concolor is een hooiwagen uit de familie Gonyleptidae.